# گراسونور پارک پروداکشنز
گراسونور پارک پروداکشنز به (انگلیسی: Grosvenor Park Productions) یک شرکت تولید و تأمین مالی فیلم در آمریکا است که مقر آن در لس آنجلس، کالیفرنیا است و یک دفتر بین‌المللی در لندن، انگلیس دارد.